# Рокитненська сільська рада (Кременчуцький район)
Рокитненська сільська рада — колишній орган місцевого самоврядування в Кременчуцькому районі Полтавської області з центром у селі Рокитне. Кількість населення на 2001 рік - 1937.

## Населені пункти
1. с. Рокитне
2. с. Онищенки
3. с. П'ятихатки
4. с. Романки
5. с. Щербаки

## Влада
Загальний склад ради - 16  
Сільські голови
- Лагай Олена Вікторівна

31.10.2010 - зараз
- Познякова Тетяна Петрівна

26.03.2006 - 31.10.2010